# Sarbanissa aegoceroides
Sarbanissa aegoceroides är en fjärilsart som beskrevs av Felder 1878. Sarbanissa aegoceroides ingår i släktet Sarbanissa och familjen nattflyn. Inga underarter finns listade.